# Yao Kankam
Yao Kankam, riportato anche con il nome Yeo o Yaw (Bechem, 21 luglio 1942), è un ex calciatore ghanese, di ruolo centrocampista.

## Carriera
Inizia la carriera in patria all'Asante Kotoko prima di trasferirsi in America per giocare nella NASL, tra le file del Baltimore Bays. Con i Bays ottiene il quarto posto della Atlantic Division, non accedendo così alla parte finale del torneo.
Nel 1969 passa ai Syracuse Scorpions, squadra militante nella American Soccer League, ove nella prima stagione di militanza ottiene il secondo posto alle spalle dei Washington Darts.
Nel 1970 segue il suo allenatore Sal DeRosa ai Rochester Lancers, ove trovò i connazionali Gladstone Ofori e Frank Odoi.
Con i Lancers vince la North American Soccer League 1970, battendo in finale i Darts. Kankam giocò da titolare entrambi gli incontri delle finali.
Nel 1972 viene ingaggiato dai St. Louis Stars, con cui raggiunge la finale della NASL 1972, che giocò subentrando al compagno di squadra Steve Frank, perdendola contro i N.Y. Cosmos. La stagione seguente con il suo club non supera la fase a gironi.
Nello stesso anno passa ai Cincinnati Comets, con cui raggiunge la finale della ASL 1973, persa contro i New York Apollo. La stagione seguente, dopo essere tornato agli Stars per il campionato indoor, è in forza ai Connecticut Wildcats, militanti sempre nella ASL. Con gli Wildcats ottiene il quarto posto nella East Conference della ASL 1974.

## Palmarès
- Campionato NASL: 1

Rochester Lancers:1970